# 武田泰淳
武田 泰淳（たけだ たいじゅん、1912年（明治45年）2月12日 - 1976年（昭和51年）10月5日）は、日本の小説家。浄土宗僧侶。大正大学教授。幼名覚。

## 紹介
第一次戦後派を代表する作家で、戦前期は左翼運動から離脱後、泰淳と改名。得度した。その後大陸（中華民国）に出征。除隊後、評伝『司馬遷』を経て小説に転じ、『蝮のすゑ』で認められた。その後も思想的重量感を持った作品を発表し、幾屈折もする人間生存の諸相を描き出した。
妻は随筆家の武田百合子、娘は写真家の武田花。兄は水産生物学者・東大教授の大島泰雄。伯父に僧侶・仏教学者・社会事業家の渡辺海旭がいる。

## 来歴・人物
東京市本郷区（現在の東京都文京区本郷）にある浄土宗の寺に大島泰信の三男として生まれる。長い間二男とされていたが、上田女子短期大学教授の長田真紀の研究によって、夭折した次兄・信也がいたことが明らかになった。出生名は覚（さとる）。
父の師にあたる武田芳淳に養子に入り、武田泰淳と姓名を変更する。
京北中学校、浦和高等学校を経て東京帝国大学文学部支那文学科に入学、竹内好と知り合う。左翼活動を繰り返し、1年の時､中央郵便局でゼネストを呼びかけるビラ配布に参加して逮捕され、1ヶ月ほど警視庁丸ノ内署や本富士署に身柄を拘束される。釈放後に大学を中退し、1934年、魯迅の弟、周作人来日歓迎会を機に、在学中の竹内好らと共に「中国文学研究会」を設立する。
1937年、華中戦線に送られるが2年後に除隊される。1943年、『司馬遷』刊行。同1943年には「中国文学研究会」は解散する。終戦時には上海に滞在していた。日本に帰国して、1947年、『蝮のすゑ』発表。同年、北海道大学法文学部助教授として勤務した。翌年には『近代文学』の同人となり、作家活動に専念するため退職し帰京。
1951年、昭森社の森谷均がオーナーで当時文学者が多く集まっていた神田神保町の喫茶・文壇バーの「ランボオ」で働いていた鈴木百合子と同棲を始め、1951年11月に鈴木と結婚する。1954年、戦時中に知床岬沖で起きた食人事件を題材とした『ひかりごけ』を発表。この作品により前述の事件はひかりごけ事件と呼ばれるようになった。1958年、北海道滞在時に接したアイヌを題材にした『森と湖のまつり』を発表、映画化もされた。翌年には二・二六事件を舞台にした『貴族の階段』が吉村公三郎監督で映画化された。
1964年、山梨の富士桜高原の別荘地「字富士山（あざふじさん）」に別荘「武田山荘」を構え、東京都港区赤坂の自宅とともに活動の拠点とする。
1969年（昭和44年）10月から、週の半分を過ごしている山梨県南都留郡鳴沢村の富士桜高原山荘から着想を得て、太平洋戦争末期の富士北麓の精神病院を舞台にした長編小説『富士』を文芸雑誌『海』に連載し、1971年に刊行した。『富士』執筆中に酒量が増え、刊行後に糖尿病を原因とする脳血栓を発症して入院、片麻痺が残り、以後の作品は妻百合子の口述筆記により書かれた。 1973年、『快楽』（けらく）で日本文学大賞を受賞。1976年には『目まいのする散歩』で野間文芸賞を受ける。その一方で、1968年に発表した『秋風秋雨人を愁殺す』で芸術選奨の文部大臣賞に推され、日本芸術院会員にも推挙されたがいずれも辞退した。
1976年10月5日、胃ガンに加えて転移した肝臓ガンで東京慈恵会医科大学附属病院で死去、64歳。戒名は恭蓮社謙誉上人泰淳和尚。絶作は『上海の蛍』（未完）。葬儀等の後の整理は、遺言で竹内好と埴谷雄高に託された。1978年から翌年にかけて「増補版 全集」（筑摩書房）が刊行された。
残された2000点以上の資料は、娘の花により2005年に日本近代文学館に寄贈された。その中には、中国への従軍時の日記「従軍手帖」もあり、泰淳が「個人的発砲」を行なったことが記されていた。なお担当編集者には村松友視・川西政明らがいる。川西は『武田泰淳伝』（講談社、2005年）により 伊藤整文学賞（第17回・評論部門）を受賞した。

## 著書
- 『司馬遷 史記の世界』日本評論社「東洋思想叢書」 1943年、創元文庫 1952年、文藝春秋新社 1959年、講談社 1965年、普及版1966年
講談社文庫、講談社文芸文庫（新版解説宮内豊）、新編「司馬遷」中公文庫
- 『蝮のすゑ』思索社 1948年
「愛のかたち・蝮のすゑ」角川文庫、「蝮のすえ・愛のかたち」 講談社文芸文庫 1992年、解説川西政明
- 『愛のかたち』八雲書店 1948年、『「愛」のかたち・才子佳人』新潮文庫（新版）
- 『月光都市』臼井書房 1949年、「才子佳人・月光都市」新潮文庫
- 『女の部屋』早川書房 1951年
- 『未来の淫女』目黒書店 1951年
- 『異形の者』河出書房・市民文庫 1951年
- 『風媒花』大日本雄弁会講談社 1952年 のち新潮文庫、角川文庫、講談社文芸文庫（改版2011年、新版解説山城むつみ）
- 『流人島にて』大日本雄弁会講談社 1953年
「流人島にて・ひかりごけ」新潮文庫、角川文庫、「ひかりごけ」新潮文庫（改版1992年、2012年）
- 『愛と誓ひ』筑摩書房 1953年 のち角川文庫
- 『天と地の結婚』大日本雄弁会講談社 1953年 のち角川文庫
- 『美貌の信徒』新潮社 1954年
- 『人間・文学・歴史』厚文社 1954年、筑摩叢書（新編）1966年
- 『才子佳人』角川文庫 1955年
- 『火の接吻』筑摩書房 1955年
- 『敵の秘密』河出新書 1955年
- 『女の宿』鱒書房（コバルト新書） 1956年
- 『にっぽんの美男美女』筑摩書房 1957年
- 『みる・きく・かんがへる 現代文学の沃土を求めて』平凡社 1957年
- 『森と湖のまつり』新潮社 1958年、のち新潮文庫、角川文庫、講談社文芸文庫
- 『現代の魔術　武田泰淳評論集』未來社 1958年
- 『士魂商才』文藝春秋新社 1958年、のち岩波現代文庫
- 『貴族の階段』中央公論社 1959年、のち角川文庫、新潮文庫、岩波現代文庫（解説澤地久枝）
- 『地下室の女神』新潮社 1959年
- 『政治家の文章』岩波新書 1960年 - 度々再刊
- 『花と花輪』新潮社 1961年
- 『私の映画鑑賞法』朝日新聞社（新書版）1963年
- 『わが中国抄』普通社 1963年
- 『ニセ札つかいの手記』講談社 1963年
- 『日本の夫婦』朝日新聞社〈コンパクト・シリーズ〉 1963年
- 『十三妹』朝日新聞社 1966年。中公文庫 2002年（解説田中芳樹）。原案『児女英雄伝』
- 『冒険と計算』講談社 1966年
- 『揚子江のほとり 中国とその人間学』芳賀書店 1967年
- 『秋風秋雨人を愁殺す 秋瑾女士伝』筑摩書房 1968年、筑摩叢書 1976年、ちくま学芸文庫 2014年
- 『わが子キリスト』講談社 1968年、のち講談社文庫、講談社文芸文庫 2005年
- 『新・東海道五十三次』中央公論社 1969年、中公文庫 1977年（解説斎藤茂太）、増補版2018年
- 『黄河海に入りて流る 中国・中国人・中国文学』勁草書房 1970年、新版1986年
- 『富士』中央公論社 1971年、中公文庫 1974年、改版2018年（新版解説堀江敏幸）
- 『快楽』（上・下） 新潮社 1972年、のち新潮文庫。小学館 2016年
- 『私の中の地獄』筑摩書房 1972年
- 『目まいのする散歩』中央公論社 1976年、中公文庫 1978年（解説後藤明生）、改版2018年
- 『文人相軽ンズ』構想社 1976年
- 『上海の螢』中央公論社 1977年、新編「上海の螢・審判」小学館 2016年
- 『自伝 身心快楽』創樹社 1977年
- 『武田泰淳評論集 滅亡について』岩波文庫 1992年（川西政明編）
- 『武田泰淳随筆選　身心快楽』講談社文芸文庫 2003年（川西政明編）
- 『ニセ札つかいの手記　武田泰淳異色短篇集』中公文庫 2012年（解説高崎俊夫）
- 『淫女と豪傑　武田泰淳中国小説集』中公文庫 2013年（解説高崎俊夫）

### 作品集
- 『武田泰淳集　新文学全集』河出書房 1952年
- 『武田泰淳作品集』全4巻 大日本雄弁会講談社 1954年
- 『武田泰淳　滅亡について』文藝春秋<人と思想> 1971年。評論選集
- 『武田泰淳全集』全16巻 筑摩書房 1971-73年
- 『武田泰淳中国小説集』全5巻 新潮社 1974年
- 『武田泰淳全集 増補版』全18巻・別巻3、筑摩書房 1978-79年
別巻は対談2冊と『武田泰淳研究』埴谷雄高編
- 『武田泰淳エッセンス』石井恭二編、河出書房新社 1998年
- 『武田泰淳集　戦後文学エッセイ選5』影書房 2006年
- 『タデ食う虫と作家の眼 武田泰淳の映画バラエティ・ブック』清流出版 2009年
木下恵介・内田吐夢の対話も収録。高崎俊夫編。

### 編著・共著
- 『揚子江文学風土記』小田岳夫共著 龍吟社 1941年
- 『毛沢東－その詩と人生』竹内実共著 文藝春秋新社 1965年
- 『混々沌々 対談集』筑摩書房 1971年
- 『精神の共和国は可能か 対談集』筑摩書房 1973年
- 『私はもう中国を語らない』堀田善衛対話 朝日新聞社 1973年
- 『こんにゃく問答 対談集1 身辺箚記』文藝春秋 1973年
- 『こんにゃく問答 対談集2 中国今昔』文藝春秋 1973年
- 『混沌から創造へ』中央公論社 1976年、中公文庫 1981年。聞き手は佐々木基一・開高健、他に対談集
- 『生きることの地獄と極楽 対話集』勁草書房 1977年

## 翻訳
- 陳賡雅『支那辺疆視察記』（井上紅梅共訳）改造社 1937年
- 茅盾『虹』-「現代支那文学全集 第3巻」東成社 1940年
- 蕭軍『愛すればこそ』（小田岳夫共訳）「現代支那文学全集 第4巻」東成社 1940年